# Tarnów Południowy
Tarnów Południowy – nieczynny przystanek kolejowy na linii kolejowej nr 96, położony w Tarnowie, w województwie małopolskim, w Polsce.